# EVERGLOW
EVERGLOW（エバーグロー、朝: 에버글로우）は、韓国の6人組女性アイドルグループである。YUE HUA Entertainment所属。2019年3月18日に1stシングル「ARRIVAL OF EVERGLOW」でデビュー。2025年6月をもって所属事務所と契約を解除を発表。

## 概要
グループ名である「EVERGLOW」は、「いつも・常に」を意味する「EVER」と、「輝く」を意味する「GLOW」の合成語で、「太陽の光が照らす日と照らさない夜があるように、光と影を両方を自分たちだけの時間に作りだす」という意味が込められている。
グループのファンダム名はFOREVER（フォーエバー、朝: 포에버）。
人気
欧米諸国での人気が高い。デビューシングル「ARRIVAL OF EVERGLOW」表題曲「Bon Bon Chocolat」は、アメリカ・ビルボードチャートのワールドデジタルソングセールスチャート5位を記録した。同チャートTOP5への、K-POP女性グループのランクインは、2014年のRed Velvet、2016年のBLACKPINK、2018年の(G)I-DLE、今月の少女（LOONA）、2019年のITZYに続き、歴代6番目だった。iTunesK-POPチャート19か国1位、AppleミュージックK-POPチャート21か国1位、KKBOX K-POPチャート4か国10位圏進入も記録した。ビルボードのコラムニストであるジェフ・ベンジャミン（Jeff Benjamin）は、「K-POP最高のデビューの一つ（one of the best-ever K-pop debuts）」と評した。
2ndシングル「HUSH」表題曲「Adios」は、ビルボード・ワールドデジタルソングセールスチャート2位を記録した。同シングル収録曲の「Hush」は8位、「You Don't Know Me」は10位だった。2019年8月19日に発表された「Adios」のミュージックビデオ（MV）は、同月20日から3日間にわたり、世界YouTube再生回数1位を記録した。累計再生回数は、同月20日に1千万回、22日に3千万回、28日に4千万回、9月4日には5千万回を突破した。所属事務所の関係者は、「EVERGLOWのSNSチャンネルの分析結果、アメリカとブラジルが圧倒的優位を見せています。既存のK-POP人気がアジアに限られているという結果を見ても、より注目できる成果です。YouTubeに溢れているカバー映像やリアクションビデオもまた、驚きの照会数を記録しています」とコメントした。
1stミニアルバム「REMINISCENCE」表題曲「DUN DUN」は、ビルボード・ワールドデジタルソングセールスチャート3位を記録した。YouTube再生回数は、公開から16時間後で1千万回、3日後で3千万回、5日後で5千万回を突破した。アメリカのiTunesトップアルバムチャートでは8位。アップルミュージックでは、アメリカ、イギリス、カナダなど計41カ国で、iTunesでは計17カ国で1位になった。
2020年3月31日午後7時50分頃ごろには、「Adios」のYouTube再生回数が1億回を突破し、その1時間後には、「DUN DUN」も1億回を突破した。
2020年6月16日、17日には、「DUN DUN」が、アメリカのiTunes　K-POPソングチャートで、2日連続1位を記録した。有名なゲームストリーマーsweepyが、個人の配信を通じ、ゲーム中に「DUN DUN」を流したのが影響したとされている。
2021年には「LA DI DA」、「Bon Bon Chocolat」のMVがそれぞれ1億回再生を突破。LADIDAは公開１年を経たずに達成した形。
2024年3月頃には「FIRST」も1億回再生を突破し1億回再生MVは5作目となった。
2025年5月13日に同年6月に所属事務所との契約を解除することが発表された。

## 略歴

### 2019年
- 2月18日、Yue Huaエンターテインメントより初のガールズグループとして[注 1]、「EVERGLOW」のデビューを発表[17]。
- 2月19日、メンバーティーザーを公開開始[18]（メンバー別のデビューティーザーは、シヒョン、ミア、オンダ、イロン、E:U、アシャの順で公開された）。
- 2月28日、「Rumor」のカバーダンス練習映像を公開[19]。
- 3月7日、プロモーションスケジュールポスターを公開。
- 3月18日、デビューシングル「ARRIVAL OF EVERGLOW」をリリース。同日、ソウル広津区YES24ライブホールにて、ショーケースを開催[20]。
- 8月8日、tvN水木ドラマ「悪魔が君の名前を呼ぶ時」に特別出演[21]。
- 8月13日、EVERGLOWの初のリアリティ番組「EVERGLOW LAND」がMnetで放送開始[22]。
- 8月19日、2ndシングル「HUSH」をリリース[23]。同日、ソウル広津区YES24ライブホールで発売記念ショーケースを開催[24]。

### 2020年
- 1月22日、初のアメリカツアー「EVERGLOW:EVERLASTING TOUR IN USA」の開催を発表[25]。
- 2月3日、1stミニアルバム「REMINISCENCE」をリリース[26][27]。
- 3月6 - 15日（6日ダラス、8日アトランタ、11日シカゴ、13日ジャージーシティ、15日ロサンゼルス）、初のアメリカツアー「EVERGLOW:EVERLASTING TOUR IN USA」を開催した[28][29]。
- 9月21日、2ndミニアルバム「-77.82X-78.29」をリリース[30]。
- 11月12日、ドラマ 私を愛したスパイ (テレビドラマ)（朝鮮語版） のOST「LET ME DANCE」をリリース。
- 12月1日、イロンとシヒョンの新型コロナウイルスへの感染を公表[31]。

### 2021年
- 1月9日、新型コロナウイルスに感染していた上記メンバーが陰性と判定された[32]。
- 5月25日、3rdシングル「Last Melody」をリリース[33]。また同日、カムバックショーケースにて元リーダーE:Uの後をシヒョンが新リーダーとして引き継ぐと発表。
- 7月25日、初となるオンラインコンサート「2021 EVERGLOW ONLINE CONCERT [THE FIRST]」を開催[34]。
- 8月25日、ユニセフコラボキャンペーンソング「PROMISE」をリリース。
- 12月1日、3rdミニアルバム「RETURN OF THE GIRL」をリリース。

### 2022年
- 1月9日、イロンがしばらくの間、韓国での活動を休止することを発表[35]。
- 4月15日、3rdミニアルバムのタイトル曲「Pirate」のリミックスバージョンを配信リリース[36]。
- 8月20日、初の来日公演として東京・お台場にて開催の「Super Music Festival 2022」に出演[37][38]。
- 11月17日、イロンが約11か月ぶりに公式SNSに登場[39]。
- 11月18日、ドイツ出身のDJTheFatRatとコラボし、スペシャルシングル「Ghost Light」をリリース。楽曲にイロンは参加していない。
- 12月、イロンが一時帰国していた中国から韓国に戻りグループに復帰。24日にはYouTube公式チャンネルで公開された動画に完全体で登場。

### 2023年
- 8月18日、4thシングルアルバム『ALL MY GIRLS』をリリース。
- 8月25日、約3年ぶりとなるアメリカツアー「2023 EVERGLOW US TOUR ALL MY GIRLS」の開催を発表。[40]

### 2024年
- 2月24日、初の日本ツアー「2024 EVERGLOW JAPAN CONCERT [ALL MY GIRLS]」の開催を発表。[41]
- 2月25日、有明アリーナにて開催された「Kstyle PARTY」に出演。[42]
- 6月10日、5thシングルアルバム『ZOMBIE』をリリース。

### 2025年
- 5月13日、所属事務所・YUE HUAエンターテインメントとの契約を同年6月をもって終了することを発表[43]。

## メンバー
| 画像 | 名前                  | 本名           | 本名     | 本名   | 本名         | 生年月日               | 出身地                      | 身長 | 血液型 | メンバーカラー | ポジション                                        | 詳細     |
| 画像 | 名前                  | 仮名           | ハングル | 漢字   | ローマ字     | 生年月日               | 出身地                      | 身長 | 血液型 | メンバーカラー | ポジション                                        | 詳細     |
| ---- | --------------------- | -------------- | -------- | ------ | ------------ | ---------------------- | --------------------------- | ---- | ------ | -------------- | ------------------------------------------------- | -------- |
|      | E:U イユ 이유         | パク・ジウォン | 박지원   | 朴智媛 | Park Ji-Won  | 1998年5月19日（27歳）  | 韓国 ソウル特別市           | 162  | O      | スカイブルー   | 元リーダー メインラッパー メインダンサー          | [ 注 2 ] |
|      | シヒョン Sihyeon 시현 | キム・シヒョン | 김시현   | 金施賢 | Kim Si-Hyeon | 1999年8月5日（25歳）   | 韓国 京畿道城南市盆唐区     | 170  | B      | オレンジ       | リーダー リードボーカル                           | [ 注 3 ] |
|      | ミア Mia 미아         | ハン・ウンジ   | 한은지   | 韓恩智 | Han Eun-Ji   | 2000年1月13日（25歳）  | 韓国 慶尚南道金海市         | 162  | A      | ブルー         | メインボーカル メインダンサー                     | [ 注 4 ] |
|      | オンダ Onda 온다      | チョ・セリム   | 조세림   | 曹世林 | Jo Se-Rim    | 2000年5月18日（25歳）  | 韓国 京畿道富川市           | 165  | Ｂ     | イエロー       | サブボーカル リードダンサー                       | [ 注 5 ] |
|      | アシャ Aisha 아샤     | ホ・ユリム     | 허유림   | 許庾琳 | Heo Yu-Rim   | 2000年7月21日（24歳）  | 韓国 京畿道水原市           | 174  | Ｂ     | グリーン       | リードラッパー サブボーカル                       | [ 注 6 ] |
|      | イロン Yiren 이런     | ワン・イーレン |          | 王怡人 | Wáng Yírén   | 2000年12月29日（24歳） | 中華人民共和国 浙江省杭州市 | 163  | AB     | パープル       | センター サブボーカル サブラッパー リードダンサー | [ 注 7 ] |

## ディスコグラフィ

### ミニアルバム
| No. | タイトル                             | 収録曲                                                               | サークル チャート （週間） | 売上枚数 |
| --- | ------------------------------------ | -------------------------------------------------------------------- | -------------------------- | -------- |
| 1st | REMINISCENCE （2020年2月3日）        | 1. SALUTE 2. DUN DUN 3. PLAYER 4. NO LIE                             | 4位                        | 30,912枚 |
| 2nd | -77.82X-78.29 （2020年9月21日）      | 1. LA DI DA 2. UNTOUCHABLE 3. GxxD BOY 4. NO GOOD REASON             | 4位                        | 48,131枚 |
| 3rd | Return of The Girl （2021年12月1日） | 1. Back Together 2. Pirate 3. Don't Speak 4. Nighty Night 5. Company | 10位                       | 40,809枚 |

### シングル
| No. | タイトル                              | 収録曲                                                 | サークル チャート （週間） | 売上枚数 |
| --- | ------------------------------------- | ------------------------------------------------------ | -------------------------- | -------- |
| 1st | ARRIVAL OF EVERGLOW （2019年3月18日） | 1. 달아 (Moon) 2. 봉봉쇼콜라 (Bon Bon Chocolat) 3. D+1 | 6位                        | 27,537枚 |
| 2nd | HUSH （2019年8月19日）                | 1. Hush 2. Adios 3. You Don't Know Me                  | 5位                        | 28,150枚 |
| 3rd | Last Melody （2021年5月25日）         | 1. FIRST 2. DON'T ASK DON'T TELL 3. PLEASE PLEASE      | 4位                        | 52,934枚 |
| 4th | ALL MY GIRLS （2023年8月18日）        | 1. SLAY 2. Oh Ma Ma God 3. Make Me Feel                | 13位                       | 30,000枚 |
| 5th | ZOMBIE （2024年6月10日）              | 1. ZOMBIE 2. Colourz 3. BACK 2 LUV                     | 9位                        | 29,808枚 |

### スペシャルシングル
| タイトル                       | 収録曲         |
| ------------------------------ | -------------- |
| Ghost Light （2022年11月18日） | 1. Ghost Light |

### OST
| タイトル                        | 収録曲                                 |
| ------------------------------- | -------------------------------------- |
| LET ME DANCE （2020年11月12日） | 1. Let Me Dance 2. Let Me Dance(Inst.) |

### キャンペーンソング
| タイトル                  | 収録曲     |
| ------------------------- | ---------- |
| PROMISE （2021年8月25日） | 1. PROMISE |

### ミュージックビデオ
| 年     | 作品名              | MV, Performance Video                                           | Dance Video                                                                                          |
| ------ | ------------------- | --------------------------------------------------------------- | --- |
| 2019年 | ARRIVAL OF EVERGLOW | - 봉봉쇼콜라 (Bon Bon Chocolat)                                 | - 봉봉쇼콜라 (Bon Bon Chocolat) - Dance Practice - Special Dance Practice                            |
| 2019年 | HUSH                | - Adios - MV (Performance Ver.)                                 | - Adios - Dance Practice - You Don't Know Me - Dance Practice                                        |
| 2020年 | REMINISCENCE        | - DUN DUN - MV Choreography                                     | - SALUTE - Dance Practice - DUN DUN - Dance Practice                                                 |
| 2020年 | -77.82X-78.29       | - LA DI DA - MV Choreography                                    | - LA DI DA - DANCE PRACTICE - Special Dance Ver. - DANCE PRACTICE (Halloween costume ver.)           |
| 2021年 | Last Melody         | - FIRST - The Performance Stage #01 - The Performance Stage #02 | - FIRST - DANCE PRACTICE - Part Switch Ver. - Eye Contact Ver. - Random Mute Dance Ver. - Blind Ver. |
| 2021年 | PROMISE             | - PROMISE - MV Choreography                                     | - PROMISE - 안무 연습실 버전                                                                         |
| 2021年 | RETURN OF THE GIRL  | - Pirate - ONE TAKE CHOREOGRAPHY                                | - Pirate - DANCE PRACTICE - Company - Dance Practice Video                                           |
| 2023年 | ALL MY GIRLS        | - SLAY - M/V Performance                                        | - SLAY - Dance Practice Video                                                                        |
| 2024年 | ZOMBIE              | - ZOMBIE - M/V (Performance ver.)                               | - ZOMBIE - Dance Practice Video                                                                      |

## 出演

### テレビ番組
- 2019年8月、Mnet「EVERGLOW LAND」- EVERGLOW初のリアリティ番組

### テレビドラマ
- 2019年、tvN水木ドラマ「悪魔が君の名前を呼ぶ時」- チ・ソヨン（イ・エル）代表の所属歌手役。

### 広告
- 2019年、COTTINY[64]

## 公演

### コンサート
| 日程   | 日程            | 公演名                                   | 国             | 都市                                 | 会場                                 |
| ------ | --------------- | ---------------------------------------- | -------------- | ------------------------------------ | ------------------------------------ |
| 2020年 | 3月6日          | EVERGLOW:EVERLASTING TOUR IN USA         | アメリカ合衆国 | テキサス州・ダラス                   | サウスサイドミュージックホール       |
| 2020年 | 3月8日          | EVERGLOW:EVERLASTING TOUR IN USA         | アメリカ合衆国 | ジョージア州・アトランタ             | センターステージ                     |
| 2020年 | 3月11日         | EVERGLOW:EVERLASTING TOUR IN USA         | アメリカ合衆国 | イリノイ州・シカゴ                   | ヴィックシアター                     |
| 2020年 | 3月13日         | EVERGLOW:EVERLASTING TOUR IN USA         | アメリカ合衆国 | ニュージャージー州・ジャージーシティ | ホワイトイーグルホール               |
| 2020年 | 3月15日（中止） | EVERGLOW:EVERLASTING TOUR IN USA         | アメリカ合衆国 | カルフォルニア州・ロサンゼルス       | フォンダシアター                     |
| 2021年 | 7月25日         | EVERGLOW ONLINE CONCERT [THE FIRST]      | オンライン開催 | オンライン開催                       | オンライン開催                       |
| 2023年 | 11月1日         | 2023 EVERGLOW US TOUR ALL MY GIRLS       | アメリカ合衆国 | コネチカット州・ニューヘイブン       | カレッジストリートミュージックホール |
| 2023年 | 11月3日         | 2023 EVERGLOW US TOUR ALL MY GIRLS       | アメリカ合衆国 | ニューヨーク州・ニューヨーク         | キングスシアター                     |
| 2023年 | 11月6日         | 2023 EVERGLOW US TOUR ALL MY GIRLS       | アメリカ合衆国 | ジョージア州・アトランタ             | タバナクル                           |
| 2023年 | 11月8日         | 2023 EVERGLOW US TOUR ALL MY GIRLS       | アメリカ合衆国 | ワシントンD.C.                       | ワーナーシアター                     |
| 2023年 | 11月10日        | 2023 EVERGLOW US TOUR ALL MY GIRLS       | アメリカ合衆国 | フロリダ州・セントピーターズバーグ   | マハフィーシアター                   |
| 2023年 | 11月13日        | 2023 EVERGLOW US TOUR ALL MY GIRLS       | アメリカ合衆国 | ケンタッキー州・ルイビル             | ルイビルパレス                       |
| 2023年 | 11月15日        | 2023 EVERGLOW US TOUR ALL MY GIRLS       | アメリカ合衆国 | イリノイ州・シカゴ                   | パティオシアター                     |
| 2023年 | 11月17日        | 2023 EVERGLOW US TOUR ALL MY GIRLS       | アメリカ合衆国 | コロラド州・デンバー                 | フィルモア・オーディトリアム         |
| 2023年 | 11月20日        | 2023 EVERGLOW US TOUR ALL MY GIRLS       | アメリカ合衆国 | カリフォルニア州・サンフランシスコ   | ウォーフィールドシアター             |
| 2023年 | 11月22日        | 2023 EVERGLOW US TOUR ALL MY GIRLS       | アメリカ合衆国 | カリフォルニア州・ロサンゼルス       | ウィルターンシアター                 |
| 2024年 | 1月23日         | 2023 EVERGLOW EU TOUR ALL MY GIRLS       | スペイン       | バルセロナ                           | サラアポロ                           |
| 2024年 | 1月25日         | 2023 EVERGLOW EU TOUR ALL MY GIRLS       | フランス       | パリ                                 | バタクラン                           |
| 2024年 | 1月27日         | 2023 EVERGLOW EU TOUR ALL MY GIRLS       | オランダ       | アムステルダム                       | メルクウェグ                         |
| 2024年 | 1月30日         | 2023 EVERGLOW EU TOUR ALL MY GIRLS       | イギリス       | ロンドン                             | シェパーズ・ブッシュ・エンパイア     |
| 2024年 | 2月2日          | 2023 EVERGLOW EU TOUR ALL MY GIRLS       | ポーランド     | ワルシャワ                           | パラディウム                         |
| 2024年 | 2月4日          | 2023 EVERGLOW EU TOUR ALL MY GIRLS       | ドイツ         | ベルリン                             | ハクスリーズ                         |
| 2024年 | 4月29日         | 2024 EVERGLOW JAPAN CONCERT ALL MY GIRLS | 日本           | 東京                                 | Zepp DiverCity（TOKYO）              |
| 2024年 | 5月1日          | 2024 EVERGLOW JAPAN CONCERT ALL MY GIRLS | 日本           | 大阪                                 | Zepp Namba（OSAKA）                  |
| 2025年 | 3月21日         | 2025 EVERGLOW JAPAN CONCERT PULSE&HEART  | 日本           | 東京                                 | Zepp Haneda（TOKYO）                 |
| 2025年 | 3月22日         | 2025 EVERGLOW JAPAN CONCERT PULSE&HEART  | 日本           | 東京                                 | Zepp Haneda（TOKYO）                 |

### ショーケース
| 日程   | 日程    | 公演名                                                      | 開催国         | 会場                               |
| ------ | ------- | ----------------------------------------------------------- | -------------- | ---------------------------------- |
| 2019年 | 3月18日 | デビューシングル「ARRIVAL OF EVERGLOW」発売記念ショーケース | 韓国           | YES24ライブホール                  |
| 2019年 | 8月19日 | 2ndシングル「HUSH」発売記念ショーケース                     | 韓国           | YES24ライブホール                  |
| 2020年 | 2月3日  | 1stミニアルバム「reminiscence」発売記念ショーケース         | 韓国           | ブルースクエアアイマーケットホール |
| 2020年 | 9月21日 | 2ndミニアルバム「-77.82X-78.29」発売記念ショーケース        | オンライン開催 | オンライン開催                     |
| 2021年 | 5月25日 | 3rdシングル「LAST MELODY」発売記念ショーケース              | オンライン開催 | オンライン開催                     |
| 2021年 | 12月1日 | 3rdミニアルバム「Return of The Girl」発売記念ショーケース   | オンライン開催 | オンライン開催                     |
| 2023年 | 8月18日 | 4thシングル「ALL MY GIRLS」発売記念ショーケース             | 韓国           | YES24ライブホール                  |

### その他
| 日程   | 日程     | 公演名                                                  | 開催国         | 会場                           |
| ------ | -------- | ------------------------------------------------------- | -------------- | ------------------------------ |
| 2019年 | 6月2日   | YH FAMILY CONCERT IN MACAO                              | 中国           | コタイ・アリーナ               |
| 2019年 | 9月27日  | KCON 2019 THAILAND                                      | タイ           | インパクトアリーナ             |
| 2020年 | 6月22日  | KCON:TACT 2020 SUMMER                                   | オンライン開催 | オンライン開催                 |
| 2020年 | 6月27日  | PEPSI ONLINE SHOWCASE                                   | オンライン開催 | オンライン開催                 |
| 2020年 | 10月11日 | 2020 アジアソングフェスティバル                         | オンライン開催 | オンライン開催                 |
| 2020年 | 10月16日 | KCON:TACT season2                                       | オンライン開催 | オンライン開催                 |
| 2020年 | 10月31日 | 2020 コリア・ミュージック・ドライブイン・フェスティバル | 韓国           | 仁川港 新国際旅客ターミナル    |
| 2021年 | 3月26日  | KCON:TACT 3                                             | オンライン開催 | オンライン開催                 |
| 2022年 | 8月20日  | Super Music Festival 2022                               | 日本           | お台場 青海R地区               |
| 2023年 | 3月25日  | Sound Check Festival 2023                               | タイ           | サンダードーム・スタジアム     |
| 2023年 | 5月27日  | 2023 DREAM CONCERT                                      | 韓国           | 釜山アジアド主競技場           |
| 2023年 | 8月21日  | KCON LA 2023                                            | アメリカ合衆国 | クリプト・ドットコム・アリーナ |
| 2024年 | 2月24日  | Kstyle PARTY                                            | 日本           | 有明アリーナ                   |